# اصغرآباد (قلعه‌گنج)
اصغرآباد، روستایی در دهستان چاه دادخدا بخش چاه دادخدا شهرستان قلعه‌گنج در استان کرمان ایران است.

## جمعیت
بر پایه سرشماری عمومی نفوس و مسکن در سال ۱۳۹۵، جمعیت این روستا برابر با ۲۷۰ نفر (۶۳ خانوار) بوده‌است.